# Androctonus kunti
Androctonus kunti es una especie de escorpión de la familia Buthidae. Fue descrita por Ersen Aydın Yağmur en 2023.